# زبان سامی کاینو
سامی کاینو یک زبان سامی بود که در کاینو گفتگو می‌شد. این زبان در قرن هجدهم مرد و گویشوران آن آغاز به استفاده از فنلاندی کردند. سامی کاینو به شاخه شرقی خانواده سامی تعلق داشت.